# Cerería

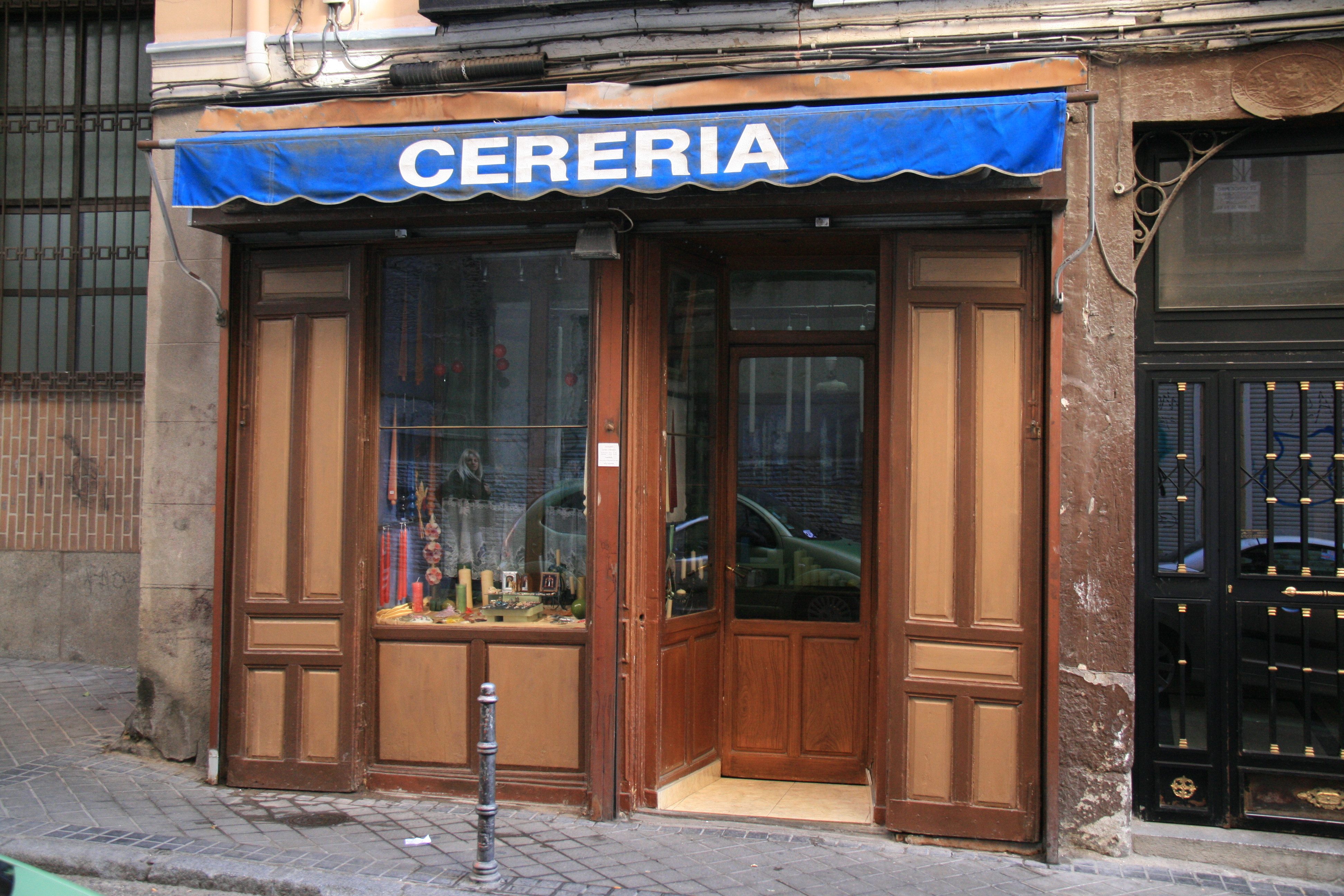
Cerería popular en Madrid.

Cerería o candelería es un establecimiento comercial donde se venden productos elaborados con cera, como velas, cirios, exvotos de cera, etc. Las velas comercializadas pueden ser artesanales (obra de cereros) o industriales. Fueron un comercio importante en la vida cotidiana antes de que la electricidad se incorporara a las viviendas. 

## Historia
Desde muy antiguo la cerería era el lugar donde el artesano cerero realizaba y vendía productos de cera. En algunas ocasiones era considerado un oficio o habitación de la casa real donde se guardaba y repartía la cera. La industria y comercialización en forma de gremios no se regularizó en países como España hasta mediados del siglo XV. Tras la conquista de América la comercialización de cera y su labra se hace muy popular en México.
En 1834 el ingeniero Joseph Morgan creó una máquina que permitía la producción de velas en molde. Años después la bombilla de luz (en 1879) comienza a ser comercializada, la demanda de velas decae y el número de cererías comienza a decaer. Aunque su uso venía ya siendo amenazado por la aparición del quinqué.

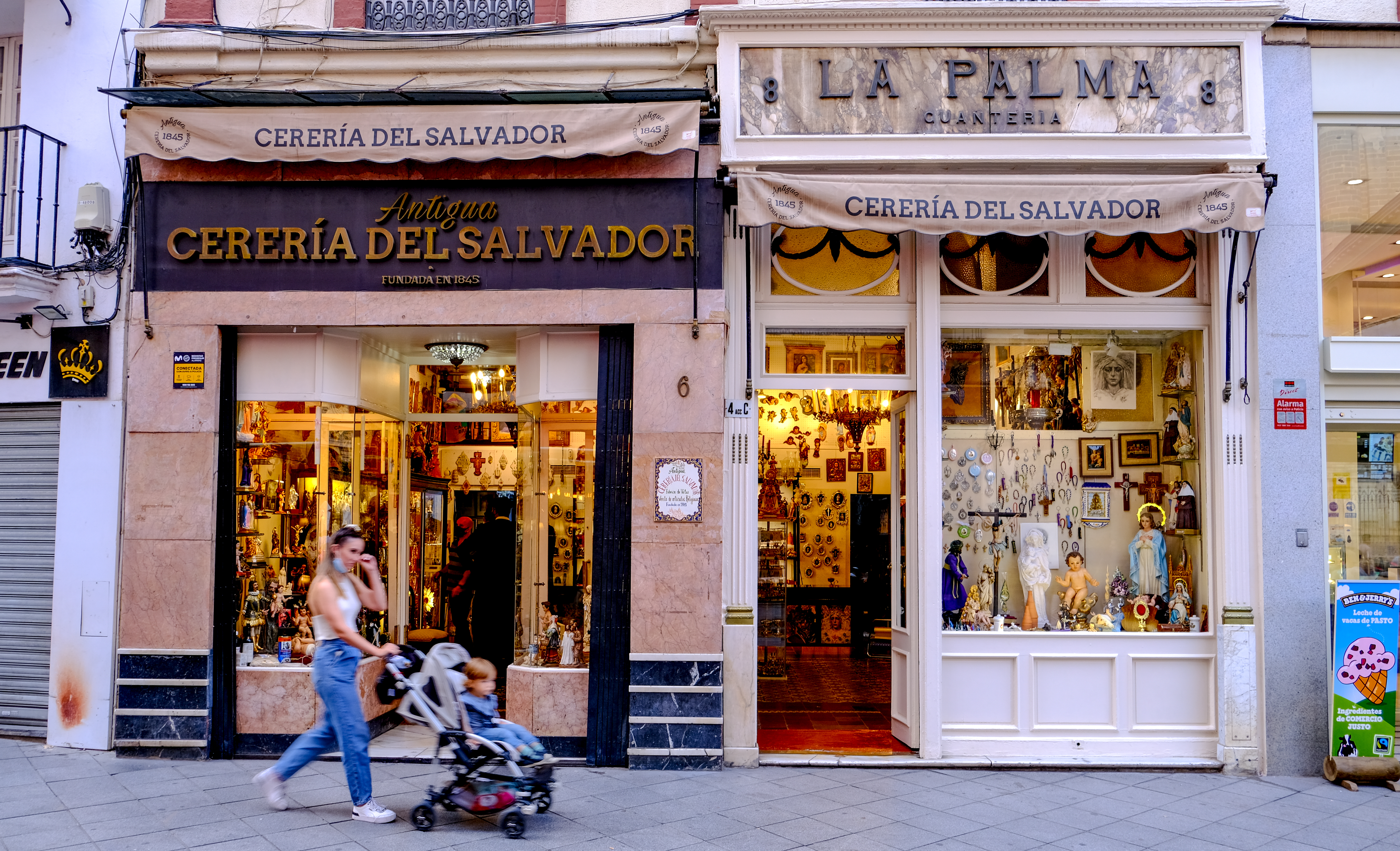
Antigua cerería en Sevilla

Desde finales del siglo XX se ha ido substituyendo progresivamente la cera por la parafina (derivado del petróleo) en muchos de los productos expuestos. Es frecuente que estas tiendas se encuentren en las cercanías de un templo religioso. En la actualidad es un local comercial y oficio en vías de extinción debido a la baja demanda de productos de cera. 